# Championnat de Yougoslavie d'échecs
Le championnat d'échecs de Yougoslavie était l'un des plus forts tournois nationaux du monde dans ce pays où les échecs sont populaires, en particulier dans la période de 1945 à 1991.
À partir de 1992, le championnat ne comprend plus les joueurs de Slovénie, de Croatie, de Bosnie-Herzégovine et de Macédoine, ces pays ayant acquis l'indépendance. En 2003, le championnat devient le championnat de Serbie-et-Monténégro. En 2007, le Monténégro acquiert l'autonomie et le championnat devient le Championnat de Serbie d'échecs. Il n'y eut pas de championnat en 2003 ni en 2004.

## Palmarès

### Multiples vainqueurs
11 titres
- Svetozar Gligorić  (en 1947, 1948-1949, 1949, 1950-1951, 1956, 1957, 1958, 1959, 1960, 1962-1963 et 1965)

5 titres
- Vasja Pirc (en 1935, 1936, 1937, 1948-1949 et 1953)
- Petar Trifunović (en 1945, 1946, 1947, 1952 et 1961)

4 titres
- Milan Vukić (en 1970, 1971, 1974 et 1994)
- Božidar Ivanović (en 1973, 1981, 1983 et 1996)

3 titres
- Borislav Ivkov (en 1958, 1963 et 1972)
- Aleksandar Matanović (en 1962, 1969 et 1978)
- Dragoljub Velimirović (en 1970, 1975 et 1997)
- Branko Damljanović (en 1991, 2001 (Yougoslavie) et 2006 (serbie-et-Monténégro))

2 titres
- Borislav Kostić (en 1935 et 1938)
- Braslav Rabar (en 1951 et 1953)
- Predrag Ostojić (en 1968 et 1971)
- Ljubomir Ljubojević (en 1977 et 1982)
- Predrag Nikolić (en 1980 et 1984)
- Zdenko Kožul (en 1989 et 1990)

### Championnat yougoslave de maîtres (1935-1939)
| Éd. | Année | Ville           | Vainqueur(s)                          | Deuxième(s)                                        | Troisième(s)                                 |
| --- | ----- | --------------- | ------------------------------------- | -------------------------------------------------- | -------------------------------------------- |
| 1   | 1935  | Belgrade        | Vasja Pirc Borislav Kostić            |                                                    | Petar Trifunović                             |
| 2   | 1936  | Novi Sad        | Vasja Pirc                            | Petar Trifunović                                   | Mirko Schreiber                              |
| 3   | 1937  | Rogaška Slatina | Mieczysław Najdorf (hors compétition) | Vasja Pirc (champion) Jan Foltys Friedrich Sämisch |                                              |
| 4   | 1938  | Ljubljana       | Borislav Kostić                       | László Szabó                                       | Xavier Tartakover Lajos Steiner              |
| 5   | 1939  | Zagreb          | Milan Vidmar                          | Vasilije Tomovic                                   | Borislav Kostić Mirko Schreiber Sava Vuković |

### République fédérative populaire de Yougoslavie (1945-1962)
| Éd. | Année            | Lieu           | Champion(s)                              | Deuxième(s)                                       | Troisième(s)                                  |
| --- | ---------------- | -------------- | ---------------------------------------- | ------------------------------------------------- | --------------------------------------------- |
| 1   | 1945 (nov.-déc.) | Novi Sad       | Petar Trifunović                         | Svetozar Gligorić                                 | Vasja Pirc                                    |
| 2   | 1946 (nov.-déc.) | Zagreb         | Petar Trifunović                         | Svetozar Gligorić                                 | Vasilije Tomović Vasja Pirc                   |
| 3   | 1947 (octobre)   | Ljubljana      | Svetozar Gligorić Petar Trifunović       |                                                   | Stojan Puc                                    |
| 4   | 1948-1949        | Belgrade       | Svetozar Gligorić Vasja Pirc             |                                                   | Petar Trifunović                              |
| 5   | 1949 (novembre)  | Zagreb         | Svetozar Gligorić                        | Vasja Pirc                                        | Petar Trifunović                              |
| 6   | 1951 (janvier)   | Ljubljana      | Svetozar Gligorić                        | Aleksandar Matanović                              | Stojan Puc                                    |
| 7   | 1951 (nov.-déc.) | Sarajevo       | Braslav Rabar                            | Petar Trifunović Andrija Fuderer                  |                                               |
| 8   | 1952 (nov.-déc.) | Belgrade       | Petar Trifunović                         | Andrija Fuderer                                   | Mijo Udovčić Svetozar Gligorić Borislav Milić |
| 9   | 1953 (nov.-déc.) | Zagreb         | Vasja Pirc Braslav Rabar Andrija Fuderer |                                                   |                                               |
| 10  | 1955 (janvier)   | Novi Sad       | Nikola Karaklajić                        | Svetozar Gligorić                                 | Braslav Rabar Borislav Ivkov                  |
| 11  | 1956 (fév.-mars) | Skopje         | Svetozar Gligorić                        | Aleksandar Matanović                              | Borislav Ivkov                                |
| 12  | 1957 (fév.-mars) | Sombor         | Svetozar Gligorić                        | Borislav Ivkov Nikola Karaklajić Petar Trifunović |                                               |
| 13  | 1958 (fév.-mars) | Sarajevo       | Svetozar Gligorić Borislav Ivkov         |                                                   | Božidar Đurašević Aleksandar Matanović        |
| 14  | 1959 (avril)     | Kragujevac     | Svetozar Gligorić                        | Aleksandar Matanović                              | Petar Trifunović                              |
| 15  | 1960 (fév.-mars) | Ljubljana      | Svetozar Gligorić                        | Mario Bertok                                      | Petar Trifunović Milan Matulović              |
| 16  | 1961 (fév.-mars) | Zagreb         | Petar Trifunović                         | Mijo Udovčić Stojan Puc Milan Matulović           |                                               |
| 17  | 1962 (fév.-mars) | Skopje         | Aleksandar Matanović Dragoljub Minić     |                                                   | Vladimir Sokolov                              |
| 18  | 1962 (novembre)  | Vrnjačka Banja | Svetozar Gligorić                        | Aleksandar Matanović                              | Mato Damjanović Dragoljub Velimirović         |

### République fédérative socialiste de Yougoslavie (1963-1991)
| Édition Année | Édition Année    | Lieu                       | Champion(s)                            | Deuxième(s)                                                                      | Notes                                           |
| ------------- | ---------------- | -------------------------- | -------------------------------------- | -------------------------------------------------------------------------------- | ----------------------------------------------- |
| 19            | 1963 (nov.-déc.) | Zenica                     | Borislav Ivkov Mijo Udovčić            |                                                                                  |                                                 |
| 20            | 1965 (fév.-mars) | Novi Sad                   | Milan Matulović                        | Bruno Parma Svetozar Gligorić                                                    |                                                 |
| 21            | 1965 (nov.-déc.) | Titograd                   | Svetozar Gligorić                      | Bruno Parma Borislav Ivkov                                                       |                                                 |
| 22            | 1967 (avril-mai) | Kraljevo                   | Milan Matulović                        | Aleksandar Matanović Borislav Ivkov Dragoljub Ciric Rajko Bogdanovic Enver Bukić |                                                 |
| 23            | 1968 (fév.-mars) | Čateške toplice (Slovénie) | Predrag Ostojić Janez Stupica          |                                                                                  |                                                 |
| 24            | 1969             | Novi Travnik               | Aleksandar Matanović                   | Dragoljub Minic Risto Nicevski                                                   |                                                 |
| 25            | 1970             | Vrnjačka Banja             | Dragoljub Velimirović Milan Vukić      |                                                                                  |                                                 |
| 26            | 1971             | Portorož                   | Predrag Ostojić Milan Vukić            |                                                                                  |                                                 |
| 27            | 1972             | Umag-Katoro                | Borislav Ivkov                         | Josip Rukavina Ljubomir Ljubojević                                               |                                                 |
| 28            | 1973             | Sutomore                   | Božidar Ivanović                       | Dragoljub Minic                                                                  | (système suisse)                                |
| 29            | 1974             | Poreč                      | Milan Vukić                            | Enver Bukić Dragutin Šahović Josip Rukavina                                      |                                                 |
| 30            | 1975             | Novi Sad                   | Dragoljub Velimirović                  | Aleksandar Matanović Ljubomir Ljubojevic                                         |                                                 |
| 31            | 1976             | Bor                        | Krunoslav Hulak                        | Borislav Ivkov Enver Bukić Dragoljub Minic                                       |                                                 |
| 32            | 1977             | Zagreb                     | Ljubomir Ljubojević Srdjan Marangunić  |                                                                                  |                                                 |
| 33            | 1978             | Belgrade                   | Aleksandar Matanović (après départage) | Borislav Ivkov (ex æquo)                                                         | Matanović vainqueur après un match de départage |
| 34            | 1979             | Bjelovar                   | Ivan Nemet                             | Milan Vukic Predrag Nikolic Branko Rogulj                                        | (système suisse)                                |
| 35            | 1980             | Skender Vakuf              | Predrag Nikolić                        | Zdenko Krnic                                                                     | (système suisse)                                |
| 36            | 1981             | Borovo                     | Božidar Ivanović                       |                                                                                  |                                                 |
| 37            | 1982             | Vrbas                      | Ljubomir Ljubojević                    |                                                                                  |                                                 |
| 38            | 1983             | Herceg Novi                | Dušan Rajković Božidar Ivanović        |                                                                                  |                                                 |
| 39            | 1984             | Subotica                   | Predrag Nikolić                        |                                                                                  |                                                 |
| 40            | 1985             | Novi Sad                   | Slavoljub Marjanović                   |                                                                                  |                                                 |
| 41            | 1986             | Budva                      | Dragan Barlov                          |                                                                                  |                                                 |
| 42            | 1987             | Budva                      | Miralem Dževlan                        |                                                                                  |                                                 |
| 43            | 1988             | Pula                       | Ivan Sokolov                           |                                                                                  |                                                 |
| 44            | 1989             | Pljevlja                   | Zdenko Kožul                           | Branko Damljanović (ex æquo)                                                     |                                                 |
| 45            | 1990             | Cetinje                    | Zdenko Kožul                           |                                                                                  |                                                 |
| 46            | 1991             | Banja Vrućica              | Branko Damljanović                     | Petar Popovic Aljosa Grosar                                                      |                                                 |

### République fédérale de Yougoslavie (1992-2002)
Pour la période après 2002, voir Championnat de Serbie d'échecs.
| Édition Année | Édition Année | Lieu            | Champion                                                             | Notes                                         |
| ------------- | ------------- | --------------- | -------------------------------------------------------------------- | --------------------------------------------- |
| 47            | 1992          | Banja Vrućica   | Aleksa Striković                                                     |                                               |
| 48            | 1993          | Kladovo         | Miroljub Lazić                                                       |                                               |
| 49            | 1994          | Tivat           | Milan Vukić                                                          | ex æquo avec Božidar Ivanović et Dragan Kosić |
| 50            | 1995          | Novi Sad        | Petar Popović                                                        |                                               |
| 51            | 1996          | Banja Vrućica   | Božidar Ivanović                                                     |                                               |
| 52            | 1997          | Nikšić          | Dragoljub Velimirović                                                | (après tournoi de départage)                  |
| 53            | 1998          | Belgrade        | Miroslav Marković                                                    |                                               |
| 54            | 1999          | Belgrade        | Miroslav Tošić                                                       |                                               |
| 55            | 2000          | Subotica        | Zlatko Ilinčić                                                       |                                               |
| 56            | 2001          | Herceg Novi     | Branko Damljanović, Aleksandar Kovačević Dejan Pikula Nikola Ostojić |                                               |
| 57            | 2002          | Banja Koviljača | Miloš Pavlović                                                       |                                               |

### Serbie-et-Monténégro (2005-2006)
| Édition Année | Édition Année | Lieu               | Champion           |
| ------------- | ------------- | ------------------ | ------------------ |
| 1             | 2005          | Kopaonik (Raška)   | Miloš Perunović    |
| 2             | 2006          | Pančevo - Kraljevo | Branko Damljanović |

## Palmarès du championnat féminin
| #  | Année | Championne                         |
| -- | ----- | ---------------------------------- |
| 1  | 1947  | Lidija Timofejeva                  |
| 2  | 1948  | Lidija Timofejeva                  |
| 3  | 1949  | Lidija Timofejeva Slava Cvenkl     |
| 4  | 1950  | Verica Jovanović                   |
| 5  | 1951  | Verica Jovanović                   |
| 6  | 1952  | Verica Jovanović Milunka Lazarević |
| 7  | 1953  | Verica Jovanović                   |
| 8  | 1954  | Milunka Lazarević                  |
| 9  | 1955  | Nagy-Radenković                    |
| 10 | 1956  | Milunka Lazarević                  |
| 11 | 1957  | Milunka Lazarević                  |
| 12 | 1958  | Verica Nedeljković                 |
| 13 | 1959  | Ljubica Jocić                      |
| 14 | 1960  | Milunka Lazarević                  |
| 15 | 1961  | Katarina Jovanović                 |
| 16 | 1962  | Milunka Lazarević                  |
| 17 | 1963  | Milunka Lazarević                  |
| 18 | 1964  | Tereza Štadler                     |
| 19 | 1965  | Verica Nedeljković                 |
| 20 | 1967  | Henrijeta Konarkowska-Sokolov      |
| 21 | 1968  | Henrijeta Konarkowska-Sokolov      |
| 22 | 1969  | Ružica Jovanović                   |
| 23 | 1970  |                                    |
| 24 | 1971  | Henrijeta Konarkowska-Sokolov      |
| 25 | 1972  | Katarina Jovanović                 |
| 26 | 1973  | Amalija Pihajlić                   |
| 27 | 1974  | Katarina Jovanović                 |
| 28 | 1975  | Milunka Lazarević                  |
| 29 | 1976  | Milunka Lazarević                  |
| 30 | 1977  | Amalija Pihajlić Gordana Marković  |
| 31 | 1978  | Olivera Prokopović                 |
| 32 | 1979  | Milunka Lazarević                  |
| 33 | 1980  | Vlasta Maček                       |
| 34 | 1981  | Gordana Marković                   |
| 35 | 1982  | Milunka Lazarević                  |
| 36 | 1983  | Marija Petrović Suzana Maksimović  |
| 37 | 1984  | Marija Petrović                    |
| 38 | 1985  | Zorica Nikolin                     |
| 39 | 1986  | Alisa Marić                        |
| 40 | 1987  | Zorica Nikolin                     |
| 41 | 1988  | Vesna Misanovic-Basagic            |
| 42 | 1989  | Daniela Nuțu-Gajić                 |
| 43 | 1990  | Jordanka Mićić                     |
| 44 | 1991  | Mirjana Marić Suzana Maksimović    |

| #  | Année | Championne           |
| -- | ----- | -------------------- |
| 45 | 1992  | Sanja Vuksanović     |
| 46 | 1993  | Mirjana Marić        |
| 47 | 1994  | Irina Chelushkina    |
| 48 | 1995  | Nataša Bojković      |
| 49 | 1996  | Nataša Bojković      |
| 50 | 1997  | Nataša Bojković      |
| 51 | 1998  | Nataša Bojković      |
| 52 | 1999  | Irina Chelushkina    |
| 53 | 2000  | Svetlana Proudnikova |
| 54 | 2001  | Irina Chelushkina    |
| 55 | 2002  | Svetlana Proudnikova |

| # | Année | Championne        |  |
| - | ----- | ----------------- |  |
| 1 | 2005  | Irina Chelushkina |  |
| 2 | 2006  | Irina Chelushkina |  |

| # | Année | Championne         |
| - | ----- | ------------------ |
| 1 | 2007  | Aleksandra Mijović |
| 2 | 2008  | Marija Stojanović  |
| 3 | 2009  | Jovana Vojinović   |
| 4 | 2010  | Jovana Vojinović   |

## Champions d'échecs par correspondance yougoslaves
Le Club d'échecs de Belgrade a organisé en 1930 le premier championnat d'échecs par correspondance yougoslave remporté par S. Bogdanović.  Après la Seconde Guerre mondiale, la Fédération yougoslave des échecs a été fondée, qui a nommé le Comité des échecs par correspondance pour organiser des championnats nationaux dans cette modalité.
| #     | Années    | Hommes            |  | #    | Années    | Femmes            |
| ----- | --------- | ----------------- |  | ---- | --------- | ----------------- |
| I     | 1931-1933 | Siniša Bogdanović |  |      |           |                   |
| II    | 1953-1954 | Bozidar Kažić     |  |      |           |                   |
| III   | 1955-1956 | Milorad Vespvić   |  |      |           |                   |
| IV    | 1956-1957 | Milan Jovčić      |  |      |           |                   |
| V     | 1958-1959 | Natalin Tomsić    |  |      |           |                   |
| VI    | 1959-1961 | Milan Jovčić      |  |      |           |                   |
| VII   | 1962-1963 | Branko Nikolić    |  |      |           |                   |
| VIII  | 1963-1965 | Milan Jovčić      |  |      |           |                   |
| IX    | 1965-1967 | Milan Jovčić      |  |      |           |                   |
| X     | 1967-1969 | Jovan Kondali     |  | I    | 1968-1969 | Vera Loh          |
| XI    | 1969-1971 | Milan Jovčić      |  |      |           |                   |
| XII   | 1972-1973 | Pavao Keglević    |  | II   | 1972-1973 | Vera Loh          |
| XIII  | 1973-1975 | Milan Jovčić      |  | III  | 1974-1975 | Snezana Bazaj     |
| XIV   | 1976-1977 | Ibrahim Kapić     |  | IV   | 1976-1977 | Marina Zelić      |
| XV    | 1978-1979 | Zoltan Iveges     |  | V    | 1978-1979 | Zvonka Praznik    |
| XVI   | 1980-1981 | Ibrahim Kapić     |  | VI   | 1980-1981 | Zorika Spasojevic |
| XVII  | 1982-1983 | Savo Cubrak       |  | VII  | 1982-1983 | Nada Popov        |
| XVIII | 1984-1985 | Savo Živkovic     |  | VIII | 1984-1985 | Nada Popov        |
| XIX   | 1986-1987 | Ibrahim Kapić     |  | IX   | 1986-1987 | Marija Kovac      |
| XX    | 1988-1989 | Risto Donev       |  | X    | 1988-1989 | Slavica Bobić     |
| XXI   | 1990-1992 | Ibrahim Kapić     |  | XI   | 1990-1992 | Danica Nikić      |
| XXII  | 1993-1995 | Jožef Kerekeš     |  | XII  | 1993-1994 | Nada Popov        |
| XXIII | 1995-1997 | Nebojša Somborski |  | XIII | 1995-1997 | Marija Matovic    |